# Omosarotes paradoxum
Omosarotes paradoxum là một loài bọ cánh cứng trong họ Cerambycidae.